# Шкурко, Макар Иванович
Макар Иванович Шкурко (17 сентября 1914 — 29 апреля 1945) — Герой Советского Союза, участник Великой Отечественной войны (старший сержант, наводчик противотанкового ружья 2-го стрелкового батальона 1054-го стрелкового полка 301-й стрелковой Сталинской ордена Суворова 2-й степени дивизии 9-го Краснознамённого стрелкового корпуса 5-й ударной армии 1-го Белорусского фронта).

## Биография
Родился 4 сентября 1914 года в селе Степковка Первомайского района Николаевской области Украинской ССР в крестьянской семье, украинец. Окончил 5 классов сельской школы. Работал трактористом в колхозе.
В Красной Армии с 1942 года. На фронте в Великую Отечественную войну с сентября 1942 года.
Наводчик противотанкового ружья 2-го стрелкового батальона 1054-го стрелкового полка старший сержант Макар Шкурко особо отличился в боях на подступах к столице Германии городу Берлину. На левом берегу реки Одера в районе города Кюстрин в марте 1945 года бронебойщик Шкурко подбил из ПТР и противотанковыми гранатами четыре вражеских танка. В ночь на 24 апреля 1945 года старший сержант Шкурко М. И. в составе первого десанта переправился через реку Шпре у населённого пункта Трептов. Бойцы удержали плацдарм до переброски подкреплений. 29 апреля 1945 года, в столице Германии Берлине, с противоположной стороны здания вражеского гестапо вдоль Вильгельмштрассе 1054-й стрелковый полк вёл упорный бой за громаднейшие здания, расположенные южнее Кохштрассе. Подступы к одному из зданий противники простреливали с трёх сторон, а с нижнего этажа бил пулемёт. Старший сержант Михаил Шкурко решил уничтожить эту огневую точку. С несколькими бойцами по-пластунски он подполз к этому зданию. Первым поднялся в атаку сержант Иван Гоп. В окно полетели противотанковые гранаты. Воины со старшим сержантом Шкурко, а затем и весь 2-й стрелковый батальон майора Перепелицына ворвались в здание и разгромили фашистов. Старший сержант Шкурко М. И. со знаменем поднялся в проём окна, но вражеская пуля его смертельно ранила в голову. Шкурко стоял на подоконнике, пока к нему не подбежали товарищи. Старший сержант Шкурко М. И., скончавшийся в тот же день, 29 апреля 1945 года, был похоронен в братской могиле в городе Кюстрин.
Указом Президиума Верховного Совета СССР от 31 мая 1945 года за образцовое выполнение боевых заданий командования и проявленные при этом мужество и героизм старшему сержанту Шкурко Макару Ивановичу посмертно присвоено звание Героя Советского Союза.
Награждён орденами Ленина и Отечественной войны 2-й степени.
Именем Героя названы школа и улица в селе Степковка Первомайского района Николаевской области Украины, а на доме, где он родился, установлена мемориальная доска.